# Верхня Туарма
Вешкайма (рос. Вешкайма) — робітниче селище в Вешкаймському районі Ульяновської області Російської Федерації.
Населення становить 5783 особи. Входить до складу муніципального утворення Вешкаймське міське поселення.

## Історія
Від 2004 року входить до складу муніципального утворення Вешкаймське міське поселення.

## Населення
| 1959  | 1970  | 1979  | 1989  | 2002  | 2007  | 2009  |
| ----- | ----- | ----- | ----- | ----- | ----- | ----- |
| 2705  | ↗4136 | ↗5361 | ↗7781 | ↘7150 | ↘6600 | ↘6531 |
| 2010  | 2012  | 2013  | 2014  | 2015  | 2016  | 2017  |
| ↗6619 | ↘6474 | ↘6307 | ↘6156 | ↘6049 | ↘5948 | ↘5899 |
| 2018  | 2019  | 2020  | 2021  |       |       |       |
| ↘5796 | ↘5679 | ↘5562 | ↗5783 |       |       |       |